# Tenetniki (przystanek kolejowy)
Tenetniki (ukr. Тенетники, ros. Тенетники) – przystanek kolejowy w pobliżu miejscowości Tenetniki, w rejonie iwanofrankiwskim, w obwodzie iwanofrankiwskim, na Ukrainie. Położony jest na linii Lwów – Czerniowce.
Przystanek istniał przed II wojną światową.